# Arcesilau (poeta)
Arcesilau (en llatí Arcesilaus en grec antic Ἀρκεσίλαος "Arkesílaos") fou un poeta grec. Se l'adscriu a l'anomenada vella comèdia. No s'ha conservat cap dels seus escrits i la seva personalitat és coneguda únicament perquè en parla Diògenes Laerci.